# Stefan Kirsten
Artur Stefan Kirsten (* 22. Februar 1961 in Berlin) ist ein deutscher Manager und Honorarprofessor an der Westfälischen Hochschule im Fachbereich Wirtschaft.

## Leben
Artur Stefan Kirsten ging ab 1967 in Hamburg, Erftstadt und Buchholz in der Nordheide zur Schule. Nach dem Abitur im Jahr 1980 leistete er seinen Wehrdienst ab. Er ist aktuell Reserveoffizier im Dienstgrad Major der Reserve. Parallel begann er im Jahr 1981 ein Studium an der Fernuniversität in Hagen in den Fächern Ökonomie, Mathematik und Statistik, das er nach dem Wehrdienst an der Georg-August-Universität Göttingen im Fach Betriebswirtschaftslehre fortsetzte. An den Studienabschluss als Diplom-Kaufmann schloss sich ein Promotionsstudium an der Leuphana Universität Lüneburg in Recht der Wirtschaft an. Im Jahr 1990 absolvierte er den Lehrgang Gesamtverteidigung an der Führungsakademie der Bundeswehr.
Stefan Kirsten ist verheiratet und hat eine Tochter aus erster Ehe, die 1998 geboren ist.

## Beruflicher Werdegang
Während des Promotionsstudiums begann Kirsten 1986 als Wirtschaftsprüfungsassistent bei der Steuerberatungs- und Wirtschaftsprüfungsgesellschaft Arthur Andersen & Co. in Hamburg zu arbeiten. 1987 wechselte er als Assistent des Vorsitzenden der Geschäftsführung zur Rheinmetall GmbH in Düsseldorf. Ab 1990 leitete er bei der WMF Württembergische Metallwaren Fabrik AG in Geislingen an der Steige den Bereichsstab Controlling der Tochtergesellschaften und Beteiligungen.
Im Jahr 1992 ging Artur Stefan Kirsten nach London als Director, Finance & Planning zu EMI Music Continental Europe, 1994 stieg er bei EMI International zum Vice President Finance im Bereich Europe and Operations auf und wurde 1995 stellvertretender Geschäftsführer der deutschen Tochtergesellschaft EMI Electrola GmbH in Köln. 1996 wechselte er zur Metro AG in Köln als Leiter im Bereich Planung und Controlling. Seine Aufgabe bestand darin, Strukturen und Prozesse zu etablieren, um die Metro Group als geschlossene wirtschaftliche Einheit zu führen und in den internationalen Kapitalmärkten konkurrenzfähig zu machen. 1998 war er dort Generalbevollmächtigter und ab 2000 Mitglied des Vorstands und Chief Financial Officer in Düsseldorf.
Er wechselte 2002 als Vorstand für Finanzen zur Thyssenkrupp AG in Düsseldorf. In dieser Zeit war er maßgeblich verantwortlich für den beschleunigten Schuldenabbau des Unternehmens sowie die Umstellung auf International Financial Reporting Standards (IFRS), damals noch International Accounting Standards (IAS). Seinen im Jahr 2007 auslaufenden Vertrag als Finanzvorstand verlängerte er nicht.
Im August 2007 schloss sich eine Tätigkeit zunächst als CFO und ab 2008 als Chief Executive Officer bei der Majid Al Futtaim Group in Dubai an. 2010 wurde er darüber hinaus Partner bei SCCO International in Dubai. Von 2010 bis 2011 und erneut ab 2015 war er im Aufsichtsrat der Firma Jerónimo Martins SGPS, SA in Lissabon, sowie einigen Mutter- und Schwesterunternehmen des gleichen Konzerns. Von 2018 bis 2020 war er Mitglied des Aufsichtsrats der Flaschenpost SE in Münster.
Im Jahr 2011 wurde Artur Stefan Kirsten Finanzvorstand (CFO) des Wohnungsunternehmens Deutsche Annington. Seine Aufgaben bestanden insbesondere darin, Europas größte private Verbriefung – GRAND (German Residential Asset Note Distributor plc) – bis Ende 2012 erfolgreich zu refinanzieren, um im Anschluss den Börsengang im Jahr 2013 umzusetzen. Weiterhin war er maßgeblich mitverantwortlich für die Übernahme des Wettbewerbers Gagfah SA durch die Deutsche Annington 2014, welche ausschlaggebend für die Umfirmierung des Konzerns zu Vonovia SE war. Das Unternehmen wurde im September 2015 in den Dax 30 aufgenommen. Im Mai 2018 beendete er auf eigenen Wunsch die Vorstandstätigkeit. Im Februar 2022 schied er auch aus dem Aufsichtsrat der Vonovia Finance B.V. in den Niederlanden aus. Seit 2019 ist er Mitglied des Beirats der Vivion-Gruppe in Luxemburg, und seit 2020 berät er den internationalen Infrastruktur- und Bergbaufonds Foundamental mit Sitz in Berlin, San Francisco und Singapur. Im Jahr 2021 gründete Kirsten gemeinsam mit Gerhard Schindler, Tom Enders, Sandro Gaycken, Benjamin Rohé und anderen das Unternehmen Monarch, das sich mit Fragen der Demokratiesicherung und Informationssicherheit bei komplexen Datenlagen sowie Methoden zur Nachverfolgung von Internetbetrug und Korruption befasst.
Am 16. Februar 2022 wurde er zum Vorsitzenden des Verwaltungsrats der Adler Group S.A. berufen. Am 19. Februar 2024 trat er aus diesem Amt zurück. In seinen 2 Jahren als Vorsitzender leitete Kirsten die Aufklärung des Skandals, der Adler in seiner Existenz bedrohte.

## Hochschullaufbahn
Artur Stefan Kirsten wurde im Jahr 1990 an der Universität Lüneburg im Fachbereich Wirtschafts- und Sozialwissenschaften promoviert. Die Dissertation befasste sich mit Kriterien zur Ergänzung des Bestätigungsvermerks gem. § 322 Absatz 2 HGB. Darüber hinaus nahm er 1996 am Stanford Executive Program der Stanford University der Graduate School of Business teil. 1997 nahm er seine Lehrtätigkeit an der Westfälischen Hochschule in Gelsenkirchen auf, welche ihn im Jahr 2001 als Honorarprofessor an den Fachbereich Wirtschaft berief. Seine Lehrtätigkeit liegt dort schwerpunktmäßig in den Fächern Unternehmensführung, Finanzierung und Rechnungswesen.
Im Rahmen seiner Vorstandstätigkeit für Thyssenkrupp war er im Jahr 2002 zu den Technologiegesprächen des European Forum Alpbach in den Arbeitskreis Unternehmensbewertung zwischen Cyber Kapitalismus und wirtschaftlicher Realität geladen. Weitere Vorträge führten ihn 2003 an die Ludwig-Maximilians-Universität München im Fachbereich Betriebswirtschaftslehre, 2004 an die WHU – Otto Beisheim School of Management und parallel in den Jahren 2003 bis 2005 auch wieder an die Universität Lüneburg, jeweils im Fachbereich Wirtschaft.
Kirsten unterstützte im Jahr 2003 Jonas Ridderstråle und Kjell A. Nordström fachlich bei ihrem Buchprojekt Karaoke-Kapitalismus: Fitness und Sexappeal für das Business von morgen. Im Jahr 2007 war er Visiting Scholar an der Stanford University im Fachbereich Management Science and Engineering, wo er zum Thema Risikomanagement unterrichtete und Fragestellungen zur verhaltensorientierten Finanzierungslehre (Behavioural Finance), einer Disziplin im Bereich der Verhaltensökonomik, erforschte. Im Juli 2016 war er als Gastredner zum 12. Handelsblatt CFO-Kongress eingeladen. Seit 2017 hielt er Vorlesungen an der Ruhr-Universität Bochum am Lehrstuhl für Finanzierung und Kreditwirtschaft und beim Wirtschaftswissenschaftlichen Forum des Instituts für Unternehmensführung.
Kirsten war 2002 ein Gründungsmitglied des Berlin Center of Corporate Governance (BCCG) und ist dort und in der Board Academy persönliches Mitglied.

## Auszeichnungen
- 2004 und 2005 European CFO of the year for the Steel Industry bei Thomson Reuters
- 2015 Corporate Finance Award – Sustainability in Financial Strategy der Börsen-Zeitung[28]
- 2017 CFO des Jahres (Deutschland) der Zeitschrift Finance[29]
- 2017 und 2018 Best CFO im Bereich 2018 All-Europe Executive Team. Financial Institutions: Property und in den Kategorien Overall und Sell-Side des US-Magazins Institutional Investor[30]

## Aufsichtsratsmandate
- seit 2012 Sociedade Francisco Manuel dos Santos BV, Niederlande[31]
- seit 2015 Jerónimo Martins, Portugal
- 2015–2022: Vonovia Finance B.V., Niederlande (Vorsitz)
- 2017–2018 Conwert Immobilien Invest SE, Österreich[32]
- seit 2017 Movendo Capital BV, Niederlande[33]
- 2018–2019 Buwog AG, Österreich[34]
- 2018–2020 Flaschenpost SE, Deutschland
- seit 2021 Non Executive Member of the Board – Footprint International Holdings Inc, USA[35]
- seit 2021 Mitglied des Verwaltungsrates der Planted Foods AG Zürich, Schweiz[36]

## Ehrenamtliche Tätigkeiten
- seit 2002 Mitglied im Berlin Center of Corporate Governance
- seit 2004 im Vorstand des Stanford Club of Germany e. V., Berlin[37]
- 2006–2008 und seit 2016 im Vorstand der Wirtschaftswissenschaftlichen Gesellschaft an der Humboldt-Universität zu Berlin
- seit 2018 Mitglied im Kuratorium der Soldaten und Veteranen Stiftung (SVS) des Deutschen Bundeswehrverbandes

## Veröffentlichungen
- Immobilienfinanzierung über den Kapitalmarkt. In: Jürgen Schäfer, Georg Conzen (Hrsg.): Praxishandbuch Immobilien-Investitionen, 4. Auflage. Verlag C.H.Beck, München 2016, ISBN 978-3-406-74738-0.
- Zus. m. Nils Crasselt und Bernhard Pellens: Die Bedeutung des Ratings für die Investitions- und Finanzplanung. In: Gerhard Seicht (Hrsg.): Jahrbuch für Controlling und Rechnungswesen 2007. LexisNexis ARD Orac, Wien 2007, ISBN 978-3-7007-3606-6, S. 99–113.
- Zus. m. Johannes Schiffer: Pensionen als Herausforderung für Unternehmen. In: ZfbF, Schmalenbachs Zeitschrift für betriebswirtschaftliche Forschung, Nr. 5, 58. Jahrgang. Springer Fachmedien Wiesbaden, August 2006, ISSN 0341-2687, S. 675–689.
- Zus. m. Olaf Berlien, Jochen Oelert, Robert Schutt: Wertsteigerung durch das Konzernprogramm best bei ThyssenKrupp. In: Nikolaus Schweickart, Armin Töpfer (Hrsg.): Wertorientiertes Management: Werterhaltung – Wertsteuerung – Wertsteigerung ganzheitlich gestalten. Springer, Heidelberg 2005, ISBN 978-3-540-25868-1, S. 597–608.
- Geeignetes Controlling für den finanziellen Erfolg entscheidend, Sonderbeilage der Börsen-Zeitung, Nr. 188, 29. September 2004.
- Globalisierung: Herausforderung für Unternehmen und Politik!. In: Betriebs-Berater, 59. Jg., Nr. 38, BB-Special 3/2004, vom 20. September 2004, ISSN 0340-7918, S. 1.
- Der Aufsichtsrat – ein Faktor des Kapitalmarktes?. Gastkommentar in: Der Aufsichtsrat, Nr. 02 vom 15. Februar 2004, ISSN 1613-1282, S. 2.[38]
- Investor Relations – Mittler zwischen der subjektiven und objektiven Seite des Kapitalmarktes – Standardisierung vs. Individualisierung der Information an die Kapitalmärkte. In: Karlheinz Küting, Norbert Pfitzer und Claus-Peter Weber (Hrsg.): Herausforderungen und Chancen durch weltweite Rechnungslegungsstandards – Kapitalmarktorientierte Rechnungslegung und integrierte Unternehmenssteuerung. Schäffer-Poeschel Verlag, Stuttgart 2004, ISBN 978-3-7910-2344-1, S.
- Integrationsmanagement von Akquisitionen und Fusionen. In: Rolf Eschenbach (Hrsg.): Externes Wachstum : Allianzen, Beteiligungen, Akquisitionen. Tagungsbericht. Service Fachverlag an der Wirtschaftsuniversität Wien, Wien 1994, ISBN 978-3-85428-279-2.
- Kriterien zur Ergänzung des Bestätigungsvermerks gem. § 322 Absatz 2 HGB, Dissertation an der Universität Lüneburg, Lüneburg 1991.